# Joe le taxi
Singles de Vanessa Paradis
La Magie des surprises parties
(1985) Manolo Manolete
(décembre 1987)
Pistes de M&J
Soldat Coupe-coupe
Joe le taxi est une chanson française écrite par Étienne Roda-Gil, composée par Franck Langolff et interprétée par Vanessa Paradis.
Le 45 tours de cette chanson connaîtra le succès dans le monde entier. Il se vend à 1 300 000 exemplaires en France (disque de platine) et 3 200 000 exemplaires dans le monde.
Elle parle d'un chauffeur de taxi se promenant dans Paris (la Seine, ses ponts qui brillent) sur les airs de mambo de Xavier Cugat et d'Yma Sumac. Si la légende cite un taxi new-yorkais comme inspiration, dans la réalité, la chanson émane d'une femme, Maria José Leão dos Santos, officiant la nuit à Paris, croisée par le parolier.

## Histoire

### Genèse
Étienne Roda-Gil s'inspire de Maria José Leão dos Santos née en 1955 à Lardosa, Portugal et morte le 3 mars 2019, « figure de la nuit lesbienne parisienne » rue Sainte-Anne et rue Saint-Denis, pour écrire le titre. Celle-ci se fait embaucher dans les années 1980 au Privé, un club lesbien mais mixte situé rue de Ponthieu, comme chauffeur de taxi de nuit, attitré au lieu ; l'endroit est fréquenté par divers artistes français, ainsi que par Étienne Roda-Gil qui s'inspire de ses discussions avec Maria-José pour écrire une grande partie des paroles de la chanson, alors que certains couplets sont inspirés d'une autre femme chauffeur de taxi le jour. Contrairement au clip, le taxi d'origine, une Opel Ascona blanche, n'est pas jaune. La légende voudra plus tard que la chanson soit inspirée d'un chauffeur de taxi new-yorkais.

### Phénomène de l'été 1987
C'est le premier tube de Vanessa Paradis, âgée de seulement quatorze ans lors de sa sortie le 27 avril 1987.  
Il ne lui faudra que trois mois pour atteindre la 1re place des ventes en France et la tenir durant onze semaines. La légende veut que, durant cette période, le titre passe 450 fois par semaine sur toutes les radios et que 30 000 exemplaires soient achetés quotidiennement. Il n'en reste pas moins que « la chanson a inondé les radios » cette année-là. Vanessa effectue plus d'une trentaine d'émissions télé (Sacrée Soirée, Champs-Élysées, La nouvelle affiche, etc.) et enchaîne les couvertures de magazines (Paris Match, Télé 7 Jours, ou encore OK ! magazine).
Ce succès transforme la chanteuse en un phénomène de société que l'on adore ou que l'on déteste. La surexposition du titre et de l'artiste la fait devenir progressivement la bête noire de la musique et des gens célèbres. En janvier 1988, au Midem, elle se fait huer par la salle entière lors de sa prestation en direct. Peu à peu, Vanessa sombre dans une dépression qui lui donne envie de tout arrêter. C'est le succès mondial de Joe le taxi qui va lui faire continuer ce métier.
En 1987, Joe le taxi est nommée dans la catégorie chanson de l'année aux Victoires de la musique.

### Une carrière internationale
Après la France, le disque sort à la fin du printemps 1987 en Belgique, en Suisse et en Israël où il atteint la 1re place des ventes. Les premiers pays non francophones à sortir le disque sont l'Allemagne et les Pays-Bas en septembre, suivis de la Suède, la Norvège et le Danemark en novembre. Il atteint le Top 10 des ventes dans la plupart de ces pays. Elle est même 1re de l'Eurochart qui totalise les meilleures ventes européennes, du rarement vu pour un titre chanté en français. Ensuite, c'est au tour du Canada en décembre où, là encore, il reste accroché à la 1re place durant 8 semaines.
Tout ce remue-ménage commence à intriguer un pays pourtant peu enclin aux productions en langue française : le Royaume-Uni. Le 45 tours y sort le 25 janvier 1988 et devient le premier titre chanté en français à atteindre le top 3 des ventes depuis Je t'aime… moi non plus de Serge Gainsbourg et Jane Birkin en 1969. Vanessa participe même à deux reprises à l'émission de variété Top of the Pops, véritable institution locale.
Le fait d'avoir réussi à percer un marché réputé inviolable encourage Vanessa Paradis à sortir le disque dans le monde entier.
Au printemps 1988, soit un an après sa sortie française, le disque sort en Amérique du Sud : Argentine, Colombie et Brésil, en Italie, en Espagne, au Portugal ainsi qu'au Japon et en Australie. Pour faciliter l'accès à certaines radios locales, une version espagnole est enregistrée : Joe el taxi. Une fois de plus, le titre atteint le top 10 de la plupart des pays.
L'histoire de Joe le taxi à l'étranger se termine en apothéose puisque le 45 tours sort aux États-Unis en mars 1989, soit deux ans après sa sortie française. Mais le tournage de Noce blanche à la même époque et le buzz qui s'ensuit détourneront Vanessa Paradis de toute promotion et ce sera un échec outre-Atlantique.
Le single « atteindra les trois millions d'exemplaires dont six cent cinquante mille à l'étranger. »

## La chanson

### Versions
Lors de sa sortie, Joe le taxi a été disponible en 'version single' de 3:54 et en 'version longue' de 5:30.
La version espagnole Joe el taxi n'existe qu'en version single de 3:54.
Vanessa a ensuite interprété le titre lors ses cinq tournées : Natural High Tour en 1993, Bliss Tour en 2001, Divinidylle Tour en 2007/2008, Tournée Acoustique en 2010/2011 et Love Songs Tour en 2013/2014.
La version live du Divinidylle Tour a bénéficié d'une sortie single en 2008 (26e single de Vanessa Paradis). La version de 4:03 est identique à celle figurant sur l'album. Les musiciens sont : Patrice Renson à la batterie, Matthieu Chedid et François Lasserre à la guitare, Jérôme Goldet à la basse et Albin de la Simone aux claviers.

### Reprises
De nombreux artistes ont repris Joe le taxi à travers le monde, sur CD, en télé et en concert.
- Angélica Vale en 1988 en single (Mexique - version espagnole Voy en taxi)
- Angélica en 1988 en single (Brésil - version portugaise Vou de taxi)
- Priscilla Chan en 1988 en single (Hong Kong - version cantonais Joe le taxi)
- Click en 1989 sur l'album Click (Mexique - version espagnole Yo en el taxi)
- Ngọc Lan (version franco-vietnamien)
- Hanja Krenz en 1990 en single (Allemagne - version allemande Allo Taxi)
- Barbara en 1995 en single (Italie - version pop)
- Sharlene Boodram et Mister Vybe en 1996 en single (France - version reggae)
- Marc Lavoine en 1997 dans l'émission de télévision Hit Machine sur M6
- Stereo Total en 1999 sur album My Melody, et incluse dans la compilation de reprises Les musiques de Paris Dernière, volume 1 (France - version rock)
- Hanayo en 2000 en single (France - version house)
- Auria Pozzi en 2002 en single (France - version dance)
- So calypso en 2005 sur album So Calypso volume 4 (Antilles - version reggae)
- The Divine Comedy - 22 et 23/09/2008 à la Cité de la Musique à Paris, en version concert
- The Lost Fingers en 2009 sur l'album français Lost in the 80's (France - version rock)
- Immi en 2009 sur l'album Wonder (Japon - version electro)
- Jun Togawa en 2003 sur l'album 20th Jun Togawa) (Japon)

## Clip
Le clip de Joe le taxi a été tourné durant le printemps 1987 par Jean-Sébastien Deligny, qui est, depuis, devenu le réalisateur attitré du groupe rock Placebo (clips, concerts...). C'est le même qui servira pour la promotion dans le monde entier.
Un second clip de Joe le taxi a également été tourné dans une équitation sur le dessus d'une jeep bleu autour de la Martinique avec Vanessa Paradis qui interprète la chanson mais aucun clip n'a été tourné pour la version espagnole.
La version live de 2008 aura également droit à un clip, qui correspond à l'extrait du DVD du Divinidylle Tour, réalisé par Didier et Thierry Poiraud.

## La face B:Varvara Pavlovna
Varvara Pavlovna est une chanson écrite par Bertrand Chatenet et composée par Franck Langolff.
Durant vingt ans, cette chanson n'a été disponible qu'en 2e titre sur les supports de Joe le taxi. Il a fallu attendre 2007 pour que Vanessa la ré-interprète lors de son Divinidylle Tour en version live. La version studio n'a été réédité sur CD qu'en 2009, sur son Best of. Elle n'a fait l'objet d'aucune prestation télévisée.

## À la télévision
La 1re télévision de Joe le taxi a lieu sur FR3 le 3 juin 1987 dans La nouvelle affiche. L'émission permet au public d'élire leur chanson préférée parmi celles des invités. Vanessa gagne et revient donc chanter une 2de fois le titre le 1er juillet.
Parmi la trentaine de passages télévisés recensés (rien qu'en France), voici une liste non exhaustive :
Le 15 juillet, Vanessa offre sa 1re interview à Marc Toesca dans l'émission Top 50 sur Canal+. Ensuite, elle sera interviewée dans le Journal de 13h d'Antenne 2 le 13 août puis dans celui de TF1 le 20 août. 
La 1re émission importante dans laquelle Vanessa chante Joe le taxi alors que le titre est no 1 du Top 50, est Sacrée Soirée sur TF1 le 2 septembre.
Il n'y aura quasiment aucune apparition de Vanessa sur les télés françaises en octobre et novembre du fait de la promotion européenne. Il est possible de la voir sur les télés allemandes, hollandaises, suédoises ou norvégiennes. Elle est sur les télés anglaises en février 1988 puis en Italie et en Espagne en juillet de la même année.

## Un paradis pour les collectionneurs
Du fait de sa sortie mondiale décalée sur deux ans, Joe le taxi offre une grande variété de pochettes et de supports :
- France : Le 45 tours présente une photo de Vanessa en gros plan[n 17], le maxi 45 tours a un trou central laissant apparaître une photo imprimée sur le centre du vinyle[n 18].
- Allemagne, Italie, Portugal, Grèce : les 45 tours et/ou Maxi 45 tours sont identiques aux pressages français mis à part quelques mentions légales et la couleur des macarons du vinyle.
- Argentine : un maxi 45 tours est commercialisé. Il est unique du fait de sa liste de titres incluant Manolo Manolete et Joe el taxi ainsi que du verso faisant figurer une photo de Vanessa[n 19].
- Brésil : le titre figure sur une compilation promotionnelle à destination des radios[n 20].
- Canada : le 45 tours se présente sans pochette (c'est souvent la coutume là-bas) et le maxi 45 tours est similaire au français mis à part quelques mentions légales. Il existe également une K7 single avec le visuel du maxi 45 tours français[n 21].
- Colombie : C'est la pièce la plus rare de toute la collection de Vanessa. Un 45 tours en édition promotionnelle sans pochette. Il n'est possible de trouver qu'un seul exemplaire en circulation.
- Espagne : les 45 tours et Maxi 45 tours présentent la mention « Contiene version en espanol » imprimée sur leurs pochettes[n 22].
- États-Unis : du fait de sa sortie en mars 1989, le 45 tours présente en pochette le visuel de l'album M&J sorti en juin 1988[n 23]. Un CD single promotionnel, avec la même photo, est également proposé aux médias[n 24].
- Europe : un CD Vidéo single sorti en 1989 avec la version single, longue et espagnole, ainsi que le clip et la version longue de Manolo Manolete[n 25].
- Italie : un 45 tours hors-commerce, sans pochette à destination des juke-box, où Vanessa ne figure que sur la face A. La petite étiquette avec les titres sert pour la devanture des machines[n 26].
- Japon : le 45 tours est écrit avec les idéogrammes locaux. Il en existe une édition promotionnelle qui se distingue par le label du disque blanc et non plus rouge[n 27]. Un très rare CD single présenté dans un étui long-box est également édité[n 28].
- Royaume-Uni, Australie : les 45 tours ainsi que le maxi 45 tours ont une pochette unique (visuel jaune avec titre, sans photo). Le pressage anglais existe en édition limitée qui se déplie en poster[n 29]. L'édition australienne fait, elle, figurer la traduction des paroles de Joe le taxi en anglais au verso. C'est le seul pays à le faire[n 30].